# Ermita de Sant Antoni (Ceuta)
L'ermita de Sant Antoni Tojal és un edifici religiós consagrat a Sant Antoni de Pàdua. Està situada al Monte Hacho, a la Ciutat Autònoma de Ceuta (Espanya).

## Història
És l'edifici de culte cristià, amb culte ininterromput, més antic de la ciutat i va ser construïda pels portuguesos quan la van conquerir. Es desconeix la data exacta de la seua construcció encara que hi ha notícies de retirs a l'ermita i de la figurada venerada des del segle xvi. Els orígens de la confraria es remunten a l'any 1645. L'ermita ha donat nom al barri, així com un dels miradors més atractius de Ceuta.

## Descripció
L'ermita consta d'una sola nau. Al segle xvii se li va afegir el campanar de paret amb una creu. Els últims treballs de renovació es van efectuar en la dècada del 1960.
La imatge de sant Antoni que alberga és una de les herències portugueses de Ceuta. La figura gaudeix de popularitat a la ciutat i el dia del sant és festiu, celebrant-se una romeria fins a l'ermita.